# Futuro nel greco antico
La pagina mostra il futuro del greco antico, uno dei tempi del sistema verbale del greco antico.

## Desinenze verbali
Ai temi temporali del verbo eventualmente modificati da suffissi, infissi e vocali tematiche, sono aggiunte le desinenze, che indicano la persona, il numero, la diatesi e in parte il tempo. Le desinenze si distinguono in primarie, che si trovano nell'indicativo dei tempi principali (presente, futuro, parte del perfetto), nel congiuntivo di tutti i tempi, nella I persona singolare attiva degli ottativi uscenti in -οι e in -αι; poi le desinenze secondarie o storiche, che marcano la forma del passato, ricorrono all'indicativo dei tempi storici (imperfetto, aoristo, piuccheperfetto), ma caratterizzano anche l'ottativo di tutti i tempi, eccettuata la I persona singolare attiva degli ottativi in -οι-/αι, e gran parte delle II persone singolari attive dei presenti atematici.
Ciascun tipo di desinenza si distingue tra diatesi attiva e media. Le desinenze mediopassive sono sostanzialmente identiche sia per la flessione tematica che per l'atematica, esse servono a esprimere la voce passiva in quasi tutti i tempi. L'imperativo ha desinenze proprie, così pure il perfetto indicativo attivo nelle prime tre persone singolari (sia nel I debole, nel II forte e nel III fortissimo), mentre per il resto della coniugazione ricorre a quelle dei tempi principali. In alcuni casi, come nel presente contratto, ma anche nel futuro attico e dorico, le desinenze si fondono con la vocale tematica e non sono separabili, così sono dette "terminazioni".

## Desinenze attive

### Desinenze primarie o principali (tematiche)
- Desinenze primarie
  - Tematiche

Attivo
Singolare
- I -(ω)
- II -ις (in base alla vocale tematica, può essere preceduto dalle vocali ε-α-ο)
- III - ι (stessa cosa della II persona)

Duale
- II -τον
- III -τον

Plurale
- I -μεν
- II -τε
- III - *N°τι - la N sonante indoeuropea davanti a consonante ha esito di vocale, davanti a vocale il contrario. Per le desinenze atematiche della III persona plurale da esito α. Qui viene per assibilazione >νσι, con caduta successiva di ν davanti a sibilante > -σι(ν)

### Desinenze secondarie o atematiche
- - Desinenze atematiche attive

Singolare
- I - μι
- II -σι > ς, si riduce a solo sigma altrimenti sarebbe risultato uguale alla III singolare
- III -τι > con assibilazione in -σι

Duale
- II -τον
- III -τον

Plurale
- I -μεν
- II -τε
- III -N°τι > ᾱσι (-εντι)

- - Desinenze passive sia per i verbi tematici e atematici

Singolare
- I -μαι
- II -σαι (dopo vocale tematica si riduce in ῃ> ει onde evitare doppioni e confusioni con il congiuntivo)
- III -ται

Duale
- II -σθον
- III -σθον

Plurale
- I -μεθα (anche -μεσθα)
- II -εσθε
- III -νται (-αται per gli atematici con davanti consonante)

### Alcuni fenomeni di contrazione e di casi letterari
Nell'attivo della flessione tematica la I persona singolare non presenta una desinenza, ma la vocale tematica -ο- allungata, le desinenze della II e III singolare derivano da uscite atematiche *λυεσι, per la II in questo caso la caduta di sigma determinò l'aggiunta del sigma finale ς per differenziare la persona dalla III; questa probabilmente usciva in *λυετι, successivamente subì l'assibilazione e poi caduta del sigma, venendo come la si vede oggi. I dialetti dorici hanno per la I persona plurale la desinenza -μες, per l'indoeuropeo esistevano 3 forme alternanti apofoniche *-enti/ *-onti / *-nti, di quest'ultima si ha traccia solo nel verbo εἰμί. La desinenza generalizzata -ντι, presente nella III persona plurale del dorico, dà luogo a -νσι per assibilazione, con successiva caduta del ν e allungamento di compenso della vocale tematica; secondo altri questo ν sarebbe efelcistico o mobile, dato che appare alla fine della desinenza, non sempre.
Nell'attivo della flessione atematica, la desinenza -σι della II singolare ha lasciato traccia nell'allungamento εἶ (uguale alla II singolare presente di εἰμί), nata da un *εσ+σι > *εσι con caduta di sigma; presente anche nel verbo εἶμι <*εj+σι. Questo fenomeno del sigma è evidente soprattutto nel dialetto eolico, ossia in Saffo. Nella III singolare la forma -τι (εσ-τι) in genere passa a -σι per assibilazione; nella III plurale è probabile che dall'originario *-nti indoeuropeo con N° sonante vocalizzata in α, si inserisse o il ν efelcistico, risultando *-αντι, e dopo l'assibilazione in *-ανσι, con caduta del ν davanti a sibilante, sia risultato definitivamente in -αι con α allungata per compenso.

## Desinenze medio-passive
Le desinenze primarie mediopassive, con l'assenza della diatesi media tipica dell'aoristo e del futuro, sono comuni sia nella flessione tematiche che atematica, restano inalterate. Solo nella II singolare del presente tematico, dell'aoristo I debole e del IV cappatico si ha caduta di sigma intervocalico, e successiva contrazione *λυ-ε-σαι > λύεαι > λυῃ con lo iota sottoscritto, o anche λύει, con dittongo lungo chiuso, frequente a partire dal IV secolo a.C.. La I plurale in -μεσθα è molto antica, frequente in Omero e nell'attico arcaico, ridotta con caduta di sigma e allungamento di ε, e ripresa nella forma arcaica dagli scrittori ellenistici. Per la flessione atematica, Omero usa la III persona plurale in -ατι.
- Desinenze secondarie

Riguardano i tempi storici:
- - Attive tematiche

Singolare
- I -ν
- II -ς
- III -<*τ - la desinenza manca, e spesso

Duale
- II -τον
- III -την - spostamento dell'accento

Plurale
- I -μεν
- II -τε
- III -ν (nell'imperfetto) - εν(*τ)

Le desinenze secondarie divergono dalle primarie in pochi punti, nell'attivo la I singolare che deriva dall'indoeuropeo *-m° sonante, nella coniugazione tematica viene in -ν, nell'atematica è sempre -ν dopo vocale, e α dopo consonante, esempio nell'aoristo I di λύω si ha ἔλῡσᾰ anziché la forma dell'imperfetto ἔλυον. L'α ricorre anche nell'imperfetto di εἰμί, la desinenza della II singolare -ς è probabilmente quella che ricorre nei presenti atematici attivi, mentre (σ)θα mostra una derivazione dal perfetto. La desinenza consonantica della III plurale, dall'originaria alternanza indoeuropea *-enti/*-onti/*-nti, la forma *nt nella flessione tematica diventa -ν per caduta di dentale, frequente nell'imperfetto, che ha la III plurale uguale alla I singolare nell'attivo, mentre per *-onti non ci sono attestazioni in attico, mentre -εν (con caduta di dentale finale), caratterizza la III dell'ottativo (λύοιεν).
Nella flessione atematica si è generalizzata una desinenza in -σαν, in origine usata nell'aoristo I, ma poi esteso anche nell'aoristo III e IV. Nel mediopassivo le desinenze secondarie sono quasi uguali nei due tipi di flessione, la desinenza -σο della II singolare ha fenomeni analoghi alla corrispettiva desinenza primaria, cioè con la caduta di sigma (nella coniugazione tematica dell'imperfetto, dell'aoristo II e IV cappatico), con tale caduta si ha contrazione *ἐλυ-ε-σο >*ἐλεο > ἐλύου; anche se nell'imperfetto atematico si usa il -σο normalmente, come ἐδίδοσο.

### Formazione dell'imperativo
Le desinenze dell'imperativo tematico e atematico differiscono poco. Le forme della III persona plurale attiva e mediopassiva sono sempre in -τωσαν (forma abbreviata -ντων) per l'attivo, e -σθωσαν per il mediopassivo, forme attestate a partire dal V secolo a.C., e affermatesi nella koinè, sarebbero nate dall'aggiunta della desinenza secondaria di -σαν a quelle della III singolare dell'imperativo. Nel duale sia attivo che medio la II persona con vocale breve, identica all'uscita dell'indicativo, si oppone alla III, con la vocale allungata. Le II persone plurali sia attive che mediopassive sono identiche alle rispettive uscite dell'indicativo.
Diversità evidenti sono riscontrabili nella II persona singolare in base all'incontro con la vocale tematica precedente nelle desinenze primarie, e in base ai tempi verbali. Nella flessione tematica la II singolare attiva non ha desinenza, ma la vocale tematica -ε (nel presente), con l'accento circonflesso per la legge del trocheo finale; nella flessione atematica invece c'è l'oscillazione -θι (per i verbi in -μι come ἵσθι /da εἰμί/  - il ι deriva dall'indoeuropeo *-dhi), talora anche il puro tema ῐ̔́στη al presente, per i verbi in -μι, o l'estensione della vocale tematica -ε, come nel caso dei verbi a tema raddoppiato δίδωμι: δίδου <*δι-δο-ε, oppure anche τίθει <*τιθε-ε.
La vocale tematica -ε per l'attivo appare anche nell'imperativo perfetto, quanto a II singolare, mentre per l'aoristo (flessione atematica) si usa la desinenza -ον nell'attivo.
Nella II persona singolare mediopassiva, per l'aoristo I sigmatico si trova la desinenza -αι (*σαι con caduta di sigma intervocalico), la desinenza -ου con accento circonflesso, per l'aoristo II forte, e -θι per l'aoristo III fortissimo. Nel caso speciale dei 3 verbi dell'aoristo IV cappatico, per la diatesi attiva nella II singolare si ha la desinenza -ς, per la media la desinenza -ου con accento circonflesso, derivata probabilmente da *-σο con caduta di sigma e successiva contrazione. Per l'aoristo passivo con il suffisso -θη, per la II singolare si usa la desinenza -τι, mentre le altre rimangono quelle della coniugazione attiva.
Imperativo attivo
- Singolare
  - II - ε -θι -ς -ον
  - III - τω
- Duale
  - II -τον
  - III - των
- Plurale
  - II - τε
  - III - ντων, -τωσαν

Imperativo mediopassivo
- Singolare
  - II -σο -(σ)αι
  - III -σθω

- Duale
  - II -σθον
  - III -σθων

- Plurale
  - II -σθε
  - III -σθων - σθωσαν

### Formazione del congiuntivo e dell'ottativo
Il congiuntivo per tutti i tempi sia nella flessione tematica che atematica, è caratterizzato dall'allungamento della vocale tematica -ο del presente. Per analogia, anche nelle coniugazioni atematiche, il congiuntivo ha esteso questa coniugazione a tutti i tempi, e naturalmente nella coniugazione non presenta l'aumento nell'aoristo, mentre per il perfetto passivo, si realizza con la resa al participio mediopassivo del tema, con l'aggiunta del congiuntivo del verbo εἰμί. Per l'aoristo passivo, il congiuntivo si coniuga sempre con l'allungamento della vocale tematica, nella forma attiva.
Nella diatesi attiva e passiva dei verbi contratti, naturalmente avviene la contrazione dell'accento, rispettando anche la legge degli esiti dell'incontro tra le diverse vocali.
Diatesi attiva
- Singolare
  - I -ω
  - II -ῃς (ῳς - ᾳς) -οις, dall'incontro della vocale tematica -ο + ῃς
  - III -ῃ (ῳ - ᾳ) -οι

- Duale
  - II -ητον (ῳτον - ᾳτον) -ουτον
  - III -ητον (ῳτον - ᾳτον) -ουτον

- Plurale
  - I -ωμεν
  - II -ητε
  - III -ωσι

Diatesi media
- Singolare
  - I -ωμαι
  - II -ῃ (ᾳ)
  - III -ηται (ᾳται)

- Duale
  - II -ησθον (ασθον / ῳσθον)
  - III - ησθον (ασθον / ῳσθον)

- Plurale
  - I -ωμεθα (ῳμεθα)
  - II -ησθε (ῳσθε)
  - III -ωνται

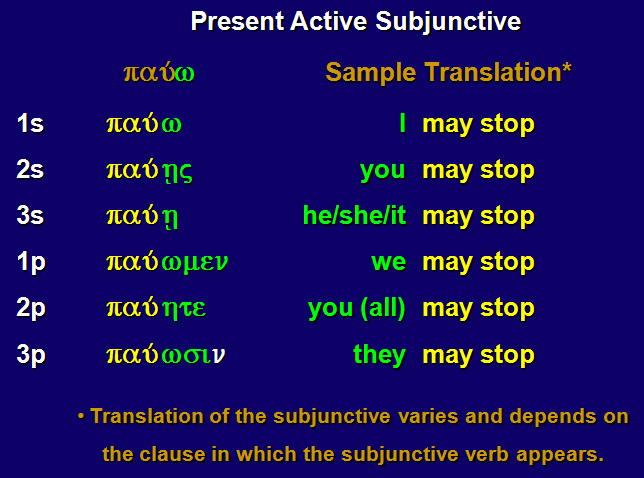
Il presente attivo indicativo e congiuntivo di παύω

La diatesi media atematica rispecchia le desinenze di quella tematica.
Stessa cosa può dirsi per l'ottativo, caratterizzato dal suffisso -οι + desinenza, sia nell'attivo che medio, mentre per i verbi atematici in -μι si ha il suffisso -ιη + desinenza nell'attivo, e nel medio il suffisso -ι lungo + desinenza.
Diatesi attiva tematica
- Singolare
  - I -οιμι
  - II -οις
  - III -οι

- Duale
  - II -οιτον
  - III -οιτην

- Plurale
  - I -οιμεν
  - II -οιτε
  - III -οιεν

Diatesi attiva atematica
- Singolare
  - I -ίην
  - II -ίης
  - III -ίη

- Duale
  - II -ῖτον
  - III -ίτην

- Plurale
  - I -ῖμεν
  - II -ῖτε
  - III -ῖεν

Per la coniugazione atematica dei verbi in -μι si usa il Tema verbale ad apofonia ridotta, esempio φήμι (tema verbale φη-φα si rende ad esempio la I singolare dell'ottativo φαίην)
Diatesi media
- Singolare
  - I -οίμην
  - II -οῖο (doveva avere un sigma intervocalico, poi caduto con allungamento)
  - III -οῖτο

- Duale
  - II -οῖσθον
  - III -οίσθην

- Plurale
  - I -οίμεθα
  - II -οῖσθε
  - III -οῖντο

La diatesi media è uguale sia per i verbi tematici che atematici. Inutile dire che anche l'ottativo come il congiuntivo, nei tempi storici non presenta l'aumento. Nel caso dell'ottativo perfetto passivo, esso come il congiuntivo, si forma con il participio passivo declinato in singolare, duale e plurale, + l'aggiunta del verbo εἰμί nella coniugazione dell'ottativo.

## Formazione del futuro

### Il futuro attivo e medio
Tempo principale, ha desinenze relative che rispecchiano quelle dei tempi primari, ha due soli modi finiti: indicativo e ottativo, poi l'infinito e il participio, ha tre diatesi, attiva, media e passiva, provvista insieme all'aoristo passivo del suffisso -θη che lo rende ben riconoscibile.
L'attiva e la media si formano dal medesimo tema temporale, quella passiva deriva dal tema dell'aoristo passivo; tra la diatesi attiva e media la più operante è la seconda, forse perché esprime meglio la partecipazione del soggetto all'azione che vuole realizzare. Il futuro, per il fatto di essere nato come tempo recente rispetto agli altri, è indifferente dall'aspetto.

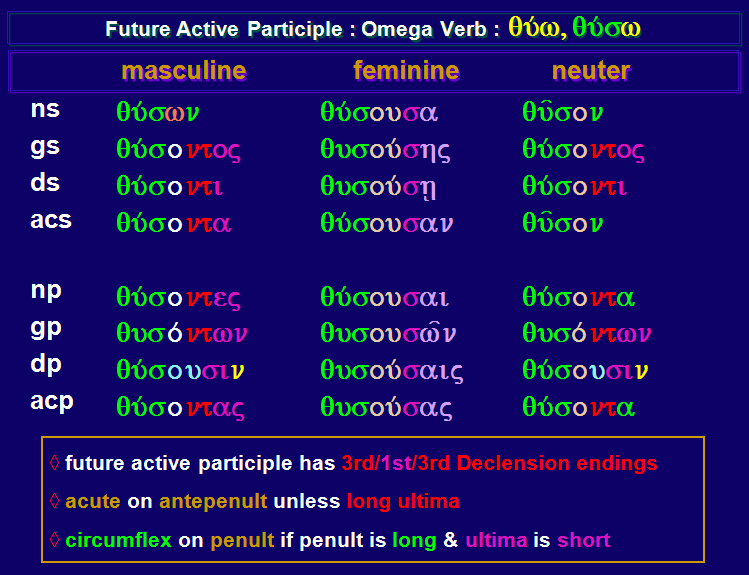
Il participio futuro attivo di θύω

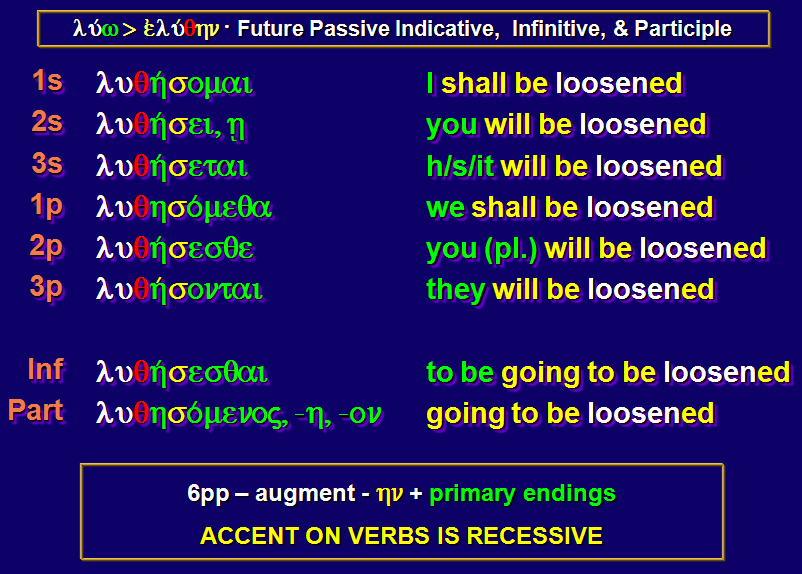
Futuro passivo indicativo e infinito di λύω

Strettamente legato, per le desinenze della diatesi attiva e media a quelle del presente tematico, per i tempi sia tematici sia atematici, il futuro nacque non in forma unitaria, ma per lenti adattamenti della lingua, di cui se ne riconoscono tre principali:
- Ricordi alcuni indicativi presenti risemantizzati, come nel caso di εἶμι per "io andrò")
- Al congiuntivo di tipo atematico a vocale breve come l'antico presente ἔδομαι
- Al suffisso sigmatico -σε-/o

### Il futuro primo o sigmatico
Il suffisso sigmatico si unisce al tema verbale del presente, quando diverge da esso, di solito oppone un grado normale, rispetto a quello zero del presente (γενήσομαι rispetto al presente γίγνωμαι). Tutti i modi del futuro hanno valore di tempo e possono indicare sia un aspetto imperfettivo/durativo che uno assoluto, per questi si spiega la resa diversa doppia del verbo avere in ἕξω (io avrò con valore durativo) e σχήσω (io prenderò, con valore momentaneo, come nell'aspetto dell'aoristo). Un certo numero di futuri medi hanno valore prettamente passivo, altri sia medio che passivo, mentre altri sono deponenti con valore attivo tipo γιγνωμαι. Di futuro si riconoscono 2 tipi principali: sigmatico e asigmatico, e poi 2 forme contratte di "futuro attico" e "futuro dorico".
Per il futuro sigmatico, sia i verbi in -ω e che in -μι si coniugano con le desinenze primarie. I verbi che hanno il raddoppiamento ovviamente lo perdono (è caratteristico del presente) e utilizzano la radice a grado lungo: δώσω (δίδωμι), θήσω (τίθημι), στήσω (ἵστημι), ἥσω (ἵημι), πλήσω (πίμπλημι). Anche i verbi con interfisso -(ν)νυ- perdono questa loro caratteristica, quindi da δείκνυμι avremo δείξω (<*δείκ.σω). Di εἶμι non esiste un futuro, perché, come detto, ha già esso stesso valore di futuro. Il futuro di φημί è φήσω. Il futuro di εἰμί è ἔσομαι, cioè ha forma media con valore attivo.
- Futuro sigmatico: si forma aggiungendo a un suffisso sigmatico le vocali tematiche -ε-/o del presente, in esso confluiscono sia i verbi che al presente seguono la coniugazione tematica in -ω, che quelli atematici in -μι. Per la presenza del suffisso -σ con la vocale tematica, esiste una gran varietà di forme, a causa dei mutamenti fonetici: il futuro sigmatico riguarda molti verbi in vocale, in dittongo, con temi in dentale, labiale, velare, nonché vari verbi atematici. I temi verbali ad apofonia ricorrono al grado normale -ε, se il tema è in vocale, questa si allunga davanti a -σ del suffisso, seguendo le normali leggi degli incontri vocalici per la contrazione, tipo δοκέω = δοκήσω. Conservano la vocale i temi che inizialmente uscivano in /s/, come i verbi in -άω, -έω, anche se alcuni di questi, come τελέω possono avere sia il futuro sigmatico, che quello asigmatico, o meglio "contratto".
I temi verbali in dittongo restano immutati, come i monosillabi in -ευ, ma si aggiunge solamente il suffisso -σ; se nel tema la dentale è preceduta da ν, cade con la nasale, determinando l'allungamento di compenso della vocale precedente, come in πάσχω (tema verbale πενθ-/πονθ-/παθ-) > *πένθσομαι > πείσομαι. Se il tema è in labiale o velare, la consonante combinandosi con il -σ è rappresentata graficamente dalle doppie ξ e ψ, secondo lo schema degli incontri consonantici.

|              | Indicativo attivo | Indicativo medio | Ottativo attivo | Ottativo medio |
| ------------ | ----------------- | ---------------- | --------------- | -------------- |
| 1ª singolare | λύσω              | λύσομαι          | λύσοιμι         | λυσοίμην       |
| 2ª singolare | λύσεις            | λύσει            | λύσοις          | λύσοιο         |
| 3ª singolare | λύσει             | λύσεται          | λύσοι           | λύσοιτο        |
| 2ª duale     | λύσετον           | λύσεσθον         | λύσοιτον        | λύσοισθον      |
| 3ª duale     | λύσετον           | λύσεσθον         | λυσοίτην        | λυσοίσθην      |
| 1ª plurale   | λύσομεν           | λυσόμεθα         | λύσοιμεν        | λυσοίμεθα      |
| 2ª plurale   | λύσετε            | λύσεσθε          | λύσοιτε         | λύσοισθε       |
| 3ª plurale   | λύσουσι           | λύσονται         | λύσοιεν         | λύσοιντο       |

Coniugazione dei modi indefiniti
|            | Forme attive          | Forme medie                    |
| ---------- | --------------------- | ------------------------------ |
| Infinito   | λύσειν                | λύσεσθαι                       |
| Participio | λύσων, λύσουσα, λύσον | λυσόμενος, λυσομένη, λυσόμενον |

Alcune Osservazioni sono:
- Nell'indicativo la vocale del suffisso (ο/ε) ripete le variazioni già notate nella vocale tematica del presente Indicativo.
- Nell'ottativo si riscontrano le sue due caratteristiche modali.
- I Participi attivo e medio si declinano rispettivamente come participi attivo e medio del presente.

Le eccezioni sono:
- 1. L'-α- finale del tema si muta in -η-, benché sia pura, nel futuro di -χράω- (dò oracoli): χρήσω; e di -χράομαι (uso): χρήσομαι. Nel futuro di -ἀκροάομαι- (do ascolto), invece, l'-α-, benché impura, rimane -ᾱ-: ἀκροἇσομαι.

- 2. La vocale finale del tema si mantiene breve davanti al suffisso -σο- nei seguenti verbi puri:

- 3. Per alcuni verbi il futuro coincide con la forma di un originario presente:
- ἔδομαι = Mangerò (presente ἐσθίω).
- πίομαι = Berrò (presente πίνο).

Per altri il presente assume anche valore di futuro:
- χέω (χέομαι) = Verso, verserò.
- εἶμι = Vado, andrò.

### Il futuro secondo oppure asigmatico/contratto
- Futuro asigmatico o contratto: deriva dal sigmatico, in quanto contrazione avvenuta nell'Attica, mentre per il dorico si ha un futuro combinatorio. Nell'indoeuropeo alla vocale tematica -ε-ο era premesso un diverso suffisso in -εσ (ε sarebbe anaptissi per evitare l'incontro consonantico); il /s/ intervocalico cade da cui il nome di questo futuro, e il tema -εε-οο assume la contrazione tipica anche del presente, secondo lo schema degli incontri vocalici. In casi come στέλλω o φαίνω, risalendo al tema verbale originario senza i fenomeni consonantici e vocalici del presente,, con caduta in -εσ del sigma, si ha la semplice contrazione del suffisso + la vocale del tema, e l'aggiunta finale della desinenza tematica; dunque si ha στελῶ da στέλλω.

|              | Indicativo attivo | Indicativo medio | Ottativo attivo | Ottativo medio |
| ------------ | ----------------- | ---------------- | --------------- | -------------- |
| 1ª singolare | φανῶ              | φανοῦμαι         | φανοίην         | φανοίμην       |
| 2ª singolare | φανεῖς            | φανεῖ            | φανοίης         | φανοῖο         |
| 3ª singolare | φανεῖ             | φανεῖται         | φανοίη          | φανοῖτο        |
| 2ª duale     | φανεῖτον          | φανεῖσθον        | φανοῖτον        | φανοῖσθον      |
| 3ª duale     | φανεῖτον          | φανεῖσθον        | φανοίτην        | φανοίσθην      |
| 1ª plurale   | φανοῦμεν          | φανoύμεθα        | φανοῖμεν        | φανοίμεθα      |
| 2ª plurale   | φανεῖτε           | φανεῖσθε         | φανοῖτε         | φανοῖσθε       |
| 3ª plurale   | φανοῦσι           | φανοῦνται        | φανοῖεν         | φανοῖντο       |

Coniugazione dei modi indefiniti
|            | Forme attive           | Forme medie                    |
| ---------- | ---------------------- | ------------------------------ |
| Infinito   | φανεῖν                 | φανεῖσθαι                      |
| Participio | φανῶν, φανοῦσα, φανοῦν | φανόμενος, φανομένη, φανόμενον |

### Futuro contratto: l'attico e il dorico
- Futuro attico: tipico dell'area di Atene e dell'Attica, ha origine da radici bisillabiche come καλέω (fut = καλῶ), terminanti in vocale breve, queste radici avevano il futuro sigmatico, ma il sigma cadde e avvenne la contrazione, e forse esteso ad altri temi per analogia, come nel caso di βιβάζω = βιβῶ

- Futuro dorico: generatosi nell'area della Doride e di Sparta, è attestato già in Omero, ed è una combinazione della forma sigmatica e contratta, con uscita in -σέω, -σέομαι, e il modello della flessione dei contratti in -έω, che appare prossima come origine ai presenti desiderativi in -σειω. Alcune forme sono ricorrenti anche in attico; sostanzialmente il futuro si coniuga solo nella forma media con l'allungamento del dittongo infisso -ου < *σ+ vocale tematica, con caduta di sigma e allungamento, come πλέω = πλευσοῦμαι. Alcuni verbi con il futuro dorico:

- καίω (brucio) tema verbale καυ futuro καυσέομαι > καυσοῦμαι.
- κλαίω (piango) tema verbale κλαυ futuro κλαυσέομαι > κλαυσοῦμαι.
- νέω (nuoto) tema verbale νευ futuro νευσέομαι > νευσοῦμαι.
- παίζω (scherzo) tema verbale παιγ futuro παιξέομαι > παιξοῦμαι.
- πλέω (navigo) tema verbale πλευ futuro πλευσέομαι > πλευσοῦμαι.
- πνέω (spiro) tema verbale πνευ futuro πνευσέομαι > πνευσοῦμαι.
- φεύγω (fuggo) tema verbale φ(ε)υγ futuro φευξέομαι > φευξοῦμαι.

### Il futuro passivo
Si forma dal tema temporale dell'aoristo passivo con l'infisso -θη, cui si unisce il suffisso tipico del futuro -σε-σο, e le desinenze della diatesi media, (Es. λυ-θή-σο-μαι). Consta di due tipi: futuro passivo debole con il tipico infisso, e il futuro passivo forte, contratto. Dall'aoristo passivo debole si forma il futuro passivo debole o sigmatico, mentre dall'aoristo passivo II forte, il futuro passivo asigmatico o forte, in cui avviene la caduta di -θη, con allungamento di compenso della vocale del tema verbale + le desinenze (esempio di κόπτω = κοπήσομαι). Come il futuro attivo e medio, è privo di congiuntivo e imperativo. In alcuni casi può avere anche un valore intransitivo, se esso è presente anche nel corrispettivo aoristo passivo.
Un esempio di coniugazione del futuro passivo primo o debole è: νικάω, "vincere".
|              | Indicativo                                 | Ottativo                    |
| ------------ | ------------------------------------------ | --------------------------- |
| 1ª singolare | νικηθήσομαι                                | νικηθησοίμην                |
| 2ª singolare | νικηθήσῃ (< *νικηθήσεσαι)                  | νικηθήσοιο (< *νικηθήσοισο) |
| 3ª singolare | νικηθήσεται                                | νικηθήσοιτο                 |
| 2ª duale     | νικηθήσεσθον                               | νικηθήσοισθον               |
| 3ª duale     | νικηθήσεσθον                               | νικηθησοίσθην               |
| 1ª plurale   | νικηθησόμεθα                               | νικηθησοίμεθα               |
| 2ª plurale   | νικηθήσεσθε                                | νικηθήσοισθε                |
| 3ª plurale   | νικηθήσονται                               | νικηθήσοιντο                |
| Infinito     | Participio                                 |                             |
| νικηθήσεσθαι | νικηθησόμενος, νικηθησομένη, νικηθησόμενον |                             |

Un esempio di coniugazione del futuro passivo secondo o forte è: φαίνω, "mostrare".
|              | Indicativo                           | Ottativo                |
| ------------ | ------------------------------------ | ----------------------- |
| 1ª singolare | φανήσομαι                            | φανησοίμην              |
| 2ª singolare | φανήσῃ (< *φανήσεσαι)                | φανήσοιο (< *φανήσοισο) |
| 3ª singolare | φανήσεται                            | φανήσοιτο               |
| 2ª duale     | φανήσεσθον                           | φανήσοισθον             |
| 3ª duale     | φανήσεσθον                           | φανησοίσθην             |
| 1ª plurale   | φανησόμεθα                           | φανησοίμεθα             |
| 2ª plurale   | φανήσεσθε                            | φανήσοισθε              |
| 3ª plurale   | φανήσονται                           | φανήσοιντο              |
| Infinito     | Participio                           |                         |
| φανήσεσθαι   | φανησόμενος, φανησομένη, φανησόμενον |                         |

Alcune osservazioni:
- Entrambe le forme del futuro passivo, debole e forte, corrispondono, per il significato, al nostro futuro semplice passivo.
- Analogamente a quanto concerne l'aoristo passivo, se un verbo presenta tutt'e due le forme di futuro passivo, debole e forte, talvolta la prima ha valore passivo, la seconda ha valore riflessivo.
- Eccezionalmente si trovano verbi che hanno il futuro medio con significato passivo (esempio ἀδικέω = commetto ingiustizia, futuro medio: ἀδικήσομαι = sarò offeso), e altri che usano come significato passivo non solo la forma passiva, ma anche quella media.